# Louisiella
Louisiella là một chi thực vật có hoa trong họ Hòa thảo (Poaceae).

## Loài
Chi Louisiella gồm các loài: